# Katy Steding
Katy Steding, née le 11 décembre 1967 à Portland, dans l'Oregon, est une joueuse et entraîneuse américaine de basket-ball. Lors de sa carrière de joueuse, elle évoluait au poste d'ailière.

## Palmarès
- Championne olympique 1996
- Championne des Amériques 1993
- Championne NCAA 1990